# 貝克角
78°18′S 166°16′E / 78.300°S 166.267°E
貝克角（英語：Cape Beck），是南極洲的海岬，位於羅斯群島中布萊克島南端，由新西蘭探險隊命名，以該探險隊的分隊長命名，現時由南極條約體系管理。